# Побєда (Олов'яннинський район)
Побє́да (рос. Победа) — село у складі Олов'яннинського району Забайкальського краю, Росія. Входить до складу Бурулятуйського сільського поселення.

## Населення
Населення — 158 осіб (2010; 206 у 2002).
Національний склад (станом на 2002 рік):
- росіяни — 92 %